# Ozorina
Ozorina (šipakčić, lat. Cytinus), biljni rod iz porodice ozorinovki, red sljezolike, kojemu pripada osam vrsta raslinja s juga Afrike i Madagaskara, i dijelom u području Mediterana. Na području Hrvatske raste vrsta bušinova ozorina (C. hypocistis), parazit je koji ne vrši fotosintezu, nego parazitirana na vrstama bušina (Cistus), i preko njih nabavlja hranjive sastojke. Druga europska vrsta je C. ruber.
Narste tek do 5 cm visine. Pricvjetni listovi su jarko crveni ili žuti. Cvate od travnja do lipnja.

## Vrste
1. Cytinus baronii Baker f.
2. Cytinus capensis Marloth
3. Cytinus glandulosus Jum.
4. Cytinus hypocistis (L.) L.
5. Cytinus malagasicus Jum. & H.Perrier
6. Cytinus ruber (Fourr.) Fritsch
7. Cytinus sanguineus (Thunb.) Fourc.
8. Cytinus visseri Burgoyne